# بخش مرکزی شهرستان روانسر
بخش مرکزی شهرستان روانسر یکی از بخش‌های تابعهٔ شهرستان روانسر در استان کرمانشاه در غرب ایران است.

## تقسیمات کشوری
- بخش مرکزی
  - دهستان بدر
  - دهستان حسن‌آباد
  - دهستان دولت آباد
  - دهستان زالوآب

شهرها: روانسر

## جمعیت
بنابر سرشماری مرکز آمار ایران، جمعیت بخش مرکزی شهرستان روانسر در سال ۱۳۸۵ برابر با ۳۷۱۸۱ نفر بوده‌است.

## روستاها
روستاهای بخش مرکزی شهرستان روانسر:
- - دهستان بدر

بانشله
بناوچ
خانم آباد
سلکان
علی آباد
قلانجه
کانی خضران
کانی کبود
کانی کچکینه
مراداباد
مسکین ابادعلیا
شهرک بنیاد
بله زین سفلی
بله زین علیا
خراجیان
ده باوگه
سردم
قلاین
کلاوه
گرگیدر
مزرعه جابری
مهرگان
مزرعه روانسر
باباعزیز
بدراباد
برهان الدین
زیرجوبی
صادق آباد
گل سفید
- - دهستان حسن‌آباد

اسمائیل کل
جانجان
حاجی آباد
دواب
شوربلاغ
اهنگران
بزاولی
غلامعلی بیگ
سمنگان
کانی شریف
تپه لری
کوریان گورا
تپه زرد
قلعه ذکریا
گرازاباد
گرگابی میرزاعلی
تپه کوئیک
ده باغ
شالی آباد
قلعه رضا
گیج
میرعزیزی
باباحیران
چشمه پنبه
حسن آباد
زرین چقا
کلاه کبود
مجتمع گاوداری شهرک حسن آباد
شهرک صنعتی روانسر
بیر داد
عمراباد
تپه رش
تم تم
حسین آباد
خرم ابادسفلی
خرم ابادعلیا
ده ساده
کریم آباد
- - دهستان دولت آباد

حسن ابادکره
درگه
رئیس
کره قلعه کهنه
کره قلعه سفید
گیلانبرسفلی
ماخوشین
چشمه سفیدشبانکاره
خانیله
بناوچکو
پشت تنگ چشمه قلی جان
تازه ابادمله ترشی
پشت تنگ شاینگان
چراغستان
ده سرخ
حاجی ابادشانرش
شاینگان
شش بیدسفلی
شش بیدعلیا
کانی پاشا
کزازی
چناران /کناگرگ/
بانچیاسفلی
دولتاباد
سراب گرم گراب
سرابیان
فیروزه
گراب علیا
مامنان سفلی
مامنان علیا
- - دهستان زالوآب

الیاسی
باکلانی
پیروزه
تپه گل
خیبر
ده میراحمد
سبزبلاغ
کچکینه
کندوله
گلمتاباد
لاچین
ملکشاه
نوروله سفلی
نوروله علیا
ولی آباد
سیاه سیاه
جبر آباد
چقاشکر
ده جان جان
ده چراغ
روتوند
زالواب
شله
قلعه خدامروت
قلعه فرج‌الله بیگ
کلاوه حیدر خان
لمینی
گمشترعلیا
نهرآبی